# Орден «За заслуги перед Македонией»
Орден «За заслуги перед Македонией» (макед. Орден за заслуги за Македонија) — государственная награда Республики Северная Македония.

## История
Орден «За заслуги перед Македонией» был учреждён 27 июня 2002 года для вознаграждения граждан республики, учреждения и организации, а также иностранцев, приложивших свои усилия и добившихся высших достижений во всех сферах общественной жизни.

## Описание
Знак ордена изготавливается из серебра 925 пробы и имеет вес 57 грамм и диаметром 65 мм.
Знак ордена — восьмиконечная звезда, лучи которой формируются из пяти разновеликих выпуклых заострённых лучика. В центре центрального лучика закреплён рубин 3 мм в диаметре. Между лучей звезды по одному короткому выпуклому заострённому лучику. В центре звезды позолоченная восьмиконечная звезда с прямыми двугранными заострёнными лучами, наложенная на позолоченный лавровый венок. В центре позолоченной звезды круглый медальон с каймой в виде лаврового венка с вписанным в круг государственным флагом (солнца с восемью расходящимися лучами).
В инсигнии ордена входит орденская планка обтянутая шёлковой муаровой лентой красного цвета с белой полоской по центру, с равновеликими тремя полосками по краю: жёлтой, белой и жёлтой.

## Личности, учреждения и организации, награждённые орденом
- Петре Мито Андреевски — поэт, прозаик, новеллист и драматург (2007, посмертно)
- Георги Филиповский — профессор-почвовед (2007)
- Благо Попов (2007)
- Йордан Попйорданов — третий председатель МАНУ (2007)
- Ксенте Богоев — четвёртый председатель МАНУ (2007)
- Георги Ефремов — пятый председатель МАНУ (2007)
- Матея Матевский — шестой председатель МАНУ (2007)
- Цветан Грозданов — седьмой председатель МАНУ (2007)
- Международный семинар по македонскому языку, литературе и культуре (2007)
- Фольклорный ансамбль «Танец» (2008 год)
- Филологический факультет университета Святых Кирилла и Мефодия в Скопье (2008 год)
- Факультет лесного хозяйства университета Святых Кирилла и Мефодия в Скопье (2008 год)
- Факультет естественных наук и математики университета Святых Кирилла и Мефодия в Скопье (2008 год)
- Медицинский факультет университета Святых Кирилла и Мефодия в Скопье (2008 год)
- Агропромышленный факультет университета Святых Кирилла и Мефодия в Скопье (2008 год)
- Симон Трпческий — пианист (2009)
- Эсма Реджепова — певица (2010)
- Круме Кепески — лингвист (2010, посмертно)
- Музыкальный фестиваль «Охридское лето» (2010)
- Отто фон Габсбург — глава дома Габсбургов (2011)
- Международный поэтический фестиваль «Стружские вечера поэзии» (2011)
- Тоше Проески — певец, композитор (2011, посмертно)
- Лиана Думитреску — глава Ассоциации македонцев в Румынии (2011, посмертно)
- Юридический факультет университета Святых Кирилла и Мефодия в Скопье (2011 год)
- Корпус мира (2011 год)
- Юго-восточный европейский университет (2011 год)
- Государственный архив Республики Македонии (2011 год)
- Евгений Суханов (2014)
- Петар Иваноски — Тиквар (2014)
- Македонская филармония (2014 год)
- Национальная и университетская библиотека Святого Климента Охридского (2014 год)
- Македонское радио и телевидение (2014 год)
- Народный банк Республики Северная Македония (2016 год)
- Горан Стефановски (посмертно), Зафир Хаджиманов (посмертно), Ремзи Незими (посмертно), Живко Мукаетов (2021)
- Гоце Тодоровский, Байруш Мьяку, Коле Ангеловский (2023)
- Благое Чоревски, Бедия Беговска, Джокица Лукаревски, Рефет Абази, Оливера Николова, Слободан Унковский, Ристо Вртев (2024)